# 经院学派
经院学派是中世纪的西欧的宏观经济学学派，来自为教会所垄断的学术思想。
经院学派主要用宗教的神学作论证，主要论证某些经济关系或行为是否合法或是否公平。
随着商品经济的发展和自由城市的兴起，教会的经院学派不得不回答当时社会上的两个重要问题：
1. 贷款利息的正当性问题
2. 交换价格的公正性问题

贷款取息与基督教教义抵触，教会曾一再明令禁止基督徒从事放贷。但流行的贷款取息的现实使得经院学派只能采取调和态度。
大阿尔伯特是中世纪神学家中较早论述公平价格的：公平价格是和成本相等的价格，市场价格不能长期低于成本。
但经院学派并未解决这两个问题，留待了日后经济学家的研究。